# Tubutama
Tubutama é um município do estado de Sonora, no México.